# Okitegami
Singles de Miki Fujimoto
Boogie Train '03
(2003)
Okitegami (置き手紙) est le 6e single en solo de Miki Fujimoto, sorti en 2008. C'est aussi un single homonyme de Takao Horiuchi sorti le même jour.

## Présentation
Le single sort le 23 avril 2008 au Japon sous le label Rice Music, près d'un an après la démission de la chanteuse du groupe Morning Musume, et plus de cinq ans après son précédent single en solo : Boogie Train '03 . La chanteuse tente alors de reprendre sa carrière solo débutée en 2002 sous le label affilié hachama et stoppée un an plus tard pour intégrer le groupe ; mais elle ne sortira aucun autre disque en solo pendant les années suivantes.
Le single atteint la 29e place du classement de l'Oricon. Il se vend à 5 771 exemplaires la première semaine et reste classé pendant 21 semaines, pour un total de 24 746 exemplaires vendus durant cette période. Il sortira également au format "Single V" (DVD) mais huit mois plus tard, le 24 décembre 2008. La chanson-titre figurera sur la compilation de fin d'année du Hello! Project Petit Best 9.
Le chanteur Takao Horiuchi interprète sa propre version de la chanson sur un single homonyme sorti le même jour sur le même label, avec une "face B" différente, dans le but de créer une compétition officielle entre les deux disques des deux artistes.

## Liste des titres (version de Fujimoto)
| CD    | CD                                                               | CD                                              | CD    | CD | CD | CD | CD | CD | CD |
| No    | Titre                                                            | Paroles / Musique / Arrangements                | Durée |    |    |    |    |    |    |
| ----- | ---------------------------------------------------------------- | ----------------------------------------------- | ----- | -- | -- | -- | -- | -- | -- |
| 1.    | Okitegami (置き手紙)                                             | Haku Ide / Masato Sugimoto / Yoo Hae Joon       | 4:38  |    |    |    |    |    |    |
| 2.    | Tōi Koibito (遠い恋人)                                           | Chiyoko Mori / Yoo Hae Joon / Yoo Hae Joon      | 4:37  |    |    |    |    |    |    |
| 3.    | Okitegami (Original Karaoke) (置き手紙 (オリジナル・カラオケ))   | (Instrumental) / Masato Sugimoto / Yoo Hae Joon | 4:38  |    |    |    |    |    |    |
| 4.    | Okitegami (Dansei Key Karaoke) (置き手紙 (男性キー・カラオケ))   | (Instrumental) / Masato Sugimoto / Yoo Hae Joon | 4:37  |    |    |    |    |    |    |
| 5.    | Tōi Koibito (Original Karaoke) (遠い恋人 (オリジナル・カラオケ)) | (Instrumental) / Yoo Hae Joon / Yoo Hae Joon    | 4:34  |    |    |    |    |    |    |
| 23:06 |                                                                  |                                                 |       |    |    |    |    |    |    |

| 1. | Okitegami (置き手紙)                                           |  |
| 2. | Okitegami (Josei Key Karaoke) (置き手紙 (女性キー・カラオケ))  |  |
| 3. | Okitegami (Dansei Key Karaoke) (置き手紙 (男性キー・カラオケ)) |  |